# Curling-Mixed-Weltmeisterschaft
Die Curling-Mixed-Weltmeisterschaft ist ein seit 2015 jährlich im Herbst stattfindendes Turnier. Sie löste die von 2005 bis 2014 ausgetragene  Curling-Mixed-Europameisterschaft ab.

## Mixed-Weltmeisterschaft
| Nr. | Jahr | Austragungsort        | Gold       | Silber      | Bronze     |
| --- | ---- | --------------------- | ---------- | ----------- | ---------- |
| 1   | 2015 | Bern (Schweiz)        | Norwegen   | Schweden    | China      |
| 2   | 2016 | Kasan (Russland)      | Russland   | Schweden    | Schottland |
| 3   | 2017 | Champéry (Schweiz)    | Schottland | Kanada      | Tschechien |
| 4   | 2018 | Kelowna (Kanada)      | Kanada     | Spanien     | Russland   |
| 5   | 2019 | Aberdeen (Schottland) | Kanada     | Deutschland | Norwegen   |
| 6   | 2022 | Aberdeen (Schottland) | Kanada     | Schottland  | Schweiz    |
| 7   | 2023 | Aberdeen (Schottland) | Schweden   | Spanien     | Kanada     |

### Medaillenspiegel
Nach sieben Weltmeisterschaften (Stand 2023)
| Platz | Land                | Gold | Silber | Bronze | Gesamt |
| ----- | ------------------- | ---- | ------ | ------ | ------ |
| 1     | Kanada              | 3    | 1      | 1      | 5      |
| 2     | Schweden            | 1    | 2      | -      | 3      |
| 3     | Schottland          | 1    | 1      | 1      | 3      |
| 4     | Norwegen            | 1    | -      | 1      | 2      |
| 4     | Russland            | 1    | -      | 1      | 2      |
| 6     | Spanien             | -    | 2      | -      | 2      |
| 7     | Deutschland         | -    | 1      | -      | 1      |
| 8     | Volksrepublik China | -    | -      | 1      | 1      |
| 8     | Tschechien          | -    | -      | 1      | 1      |
| 8     | Schweiz             | -    | -      | 1      | 1      |
|       | Gesamt              | 7    | 7      | 7      | 21     |